# JC08モード
JC08モード（ジェイシー ゼロハチモード）とは、1リットルの燃料で何キロメートル  走行できるかをいくつかの自動車の走行パターンから測定する燃費測定方法の一つで、日本独自の検査基準である。
普通自動車の燃費は、運輸省が1991年（平成3年）に制定した「10・15モード燃費」により測定されていたが、より実態に近づけた「JC08モード」に変更された。2018年（平成30年）10月1日からは、国際連合が定めた国際基準を日本の道路事情に合わせて再編した「WLTCモード」に全面移行された。WLTCとは Worldwide-harmonized Light vehicles Test Cycle の略。

## 概要
国土交通省令「自動車のエネルギー消費効率の算定等に関する省令」ならびに国土交通省告示「自動車のエネルギー消費効率の算定等に関する省令に規定する国土交通大臣が告示で定める方法」によって規定され、日本で型式認定を受けた、総重量3.5トン以下の乗用・貨物自動車に対して適用されていた。2021年（令和3年）1月1日には、2018年10月以降の新型車の燃費値におけるWLTCモードとの併記及び2018年9月以前に型式認定を受けた継続生産車においても、WLTCモードでの測定・表記の義務化により、JC08モードで測定済の燃費値の表記が、完全に廃止された。
従来、日本における普通自動車の燃費は、運輸省が1991年（平成3年）制定した「10・15モード燃費」により測定されていたが、加速にかける時間が極めて長かったり、測定するスピードが一般的な公道よりも低いなど、実際の使用条件とかけ離れており、カタログ燃費での数値と実燃費での数値の差が大き過ぎることが指摘されていた。これに対しJC08モードでは、より実際の走行パターンに近い測定法を実施。測定時間も倍近く長くなるほか、平均時速も高められ、最高速度も70km/hから80km/hに引き上げられる。重量区分に関しても10・15モードよりも細分化されたため、実際の重量により則した計測となる。
2011年（平成23年）4月1日以降に型式認定を受ける自動車については、このJC08モード燃費値の表示が義務付けられている。また、それ以前より販売されている自動車についても、2013年（平成25年）2月28日までに、JC08モード燃費値を表示することが義務付けられた。
10・15モードはエンジンが温まった状態（ホットスタート）による測定のみであったが、JC08では排気ガスが濃く、燃料も多く使用される暖気前のコールドスタート時の測定も、全体の25%程度加えられる分、以前の基準より厳しいものとなり、同時に測定される排ガスの測定でも厳しいものとなっている。このため、従来の車種をJC08モードに対応させるに当たって、相応の改修が必要なものも存在した。
これらの変更により、JC08モードの自動車カタログ上の燃費数値は、これまでの10・15モード燃費よりも一般的に1割程度低くなるとされる。一部輸入車などには燃費が変わらないもの、僅かながら燃費が向上するものがあり、走行パターンの変化が燃費低下に繋がるとは限らない。表示される燃費の低下は測定法の変更によるものであり、自動車そのものの燃費性能が低下するわけではない。

### 批判
10・15モード燃費が「実燃費からかけ離れている」と、自動車利用者の批判を受け、より実際に近づけるために採用となったJC08モードの燃費測定であるが、目的を達したとは言えず、「自動車の実燃費は、カタログ燃費の6割程度」と指摘されている。
自動車製造メーカー団体の日本自動車工業会では『燃費表記に関する小冊子』を作成しており、小冊子の中で以下のように説明している。
- 実走行での燃費は、全車平均でJC08モード燃費より2割程度低下する。
- カタログ燃費の良い車のほうが、電装品の影響が大きく出て、実燃費との差が大きくなる。なお、走行に関係しない電装品の消費エネルギーについては、燃費試験の際には考慮されない。

日本とアメリカ合衆国で販売されている「トヨタ自動車のプリウス」について、アメリカ合衆国環境保護庁ではプリウスの燃費が「1リットル21.98km」と実燃費表記をしており、日本の国土交通省によるJC08モード燃費表記は「1リットル40.8km」と、54パーセントもの燃費表示の乖離が起きていることが批判されている。
三菱自動車工業が行った型式承認について、燃費偽装を知っても承認を取り消さない二重の不正を行った国土交通省の対応に対し、「もはや数値を担保するものがなくなった」と批判するユーザーも多い。
自動的にいつどのように変速しても良い自動変速機車に対し、手動変速機車では変速タイミングや選定ギアが指定されているなど、手動変速機車に著しく不利になっており、自動変速機車燃費性能の優良誤認を招く一因となった。
2018年（平成30年）10月1日から、日本は一度の試験で複数の国家や地域での型式認証に、必要なデータを取得することができるようになり、設計仕様の統一や部品の共通化を図って開発や認証に掛かる費用を低減するため、国際基準であるWLTPに移行した。

## JC08モードの特徴
10・15モードの比較と併せると、以下のような特徴を持つ。
| 要素     | JC08モード | 10・15モード |
| -------- | ---------- | ------------ |
| 平均速度 | 24.4km/h   | 22.7km/h     |
| 最高速度 | 81.6km/h   | 70km/h       |
| 所要時間 | 1204秒     | 660秒        |
| 走行距離 | 8.172km    | 4.165km      |

試験はシャーシダイナモを用いて行うが、事前に走行抵抗を測定し、試験時に同等の負荷をかけることで実際の走行状態に近づけている。速度パターンの他、MT車に適用されるギアポジションも定められており、これに従い変速しなければならない（AT車は適用外で、Dレンジ固定であればどのギアに入っていてもよい）。
変速の面ではJC08モード燃費に特化した制御が可能なAT車に対して、実際の路上におけるギアの選択とJC08モード規程における指定ギアとの乖離があるMT車にとって不利な計測モードとされる。燃費は他にも車両重量、エンジン特性、タイヤの外径を含むオーバーオールでの歯車比などの要素が総合的に関係するため、一概にMT車の燃費が劣るとは限らない。例えばディーゼル車においては現在までにJC08モード燃費が公表された全ての車種においてMT車の燃費値がAT車より優れている他、一部のガソリン車においてもMT車のほうが優れた燃費を記録する例がある。

## 10・15モードとJC08モードとの燃費比較
2014年1月現在の主な車種について比較した。
なお同一車種であっても、グレードや装備等の相違により燃費は多少異なる。表中各車種の対応グレードについては「対応車名型式・グレード」の項目欄を参照のこと。
| 車名（記事へのリンク）          | 10・15モード | JC08モード | 対応車名型式・グレード                                          | 車種概要                                             |
| ------------------------------- | ------------ | ---------- | --------------------------------------------------------------- | ---------------------------------------------------- |
| トヨタ・プリウス                | 38.0km/L     | 32.6km/L   | DAA-ZVW30型：「L」                                              | ハイブリッドカー（スプリット方式）ハッチバックセダン |
| スズキ・アルトエコ              | 32.0km/L     | 30.2km/L   | DBA-HA35S型：全グレード                                         | ガソリン軽自動車（ハッチバック）                     |
| ホンダ・インサイト              | 31.0km/L     | 27.2km/L   | DAA-ZE2型：「G」「L」                                           | ハイブリッドカー（パラレル方式）セダン               |
| ダイハツ・ムーヴ                | 30.0km/L     | 27.0km/L   | DBA-LA100S型：全グレードの2WD（FF）車                           | ガソリン軽自動車（ミニバン）                         |
| マツダ・デミオ                  | 30.0km/L     | 25.0km/L   | DBA-DEJFS型：「13-SKYACTIV」                                    | ガソリン小型自動車（ハッチバック）                   |
| 日産・ティーダ                  | 20.0km/L     | 18.0km/L   | DBA-C11型：「15S」「15M」「15G」                                | ガソリン小型自動車（ハッチバック）                   |
| スズキ・エブリイ                | 17.2km/L     | 16.4km/L   | EBD-DA64V型：「JOINターボ」の2WD・MT車、4WD・MT車               | ガソリン軽自動車（ワンボックスバン）                 |
| スズキ・エブリイ                | 15.2km/L     | 14.4km/L   | EBD-DA64V型：「JOINターボ」の2WD・AT車                          | ガソリン軽自動車（ワンボックスバン）                 |
| 日産・セレナ                    | 15.4km/L     | 14.6km/L   | DBA-C26/FC26型：「20X」「20G」「ハイウェイスター」の2WD（FF）車 | ガソリン普通自動車（ワゴン）                         |
| 日産・エクストレイル            | 15.2km/L     | 14.2km/L   | LDA-DNT31型：MT車                                               | ディーゼル普通自動車（RV）                           |
| 日産・エクストレイル            | 14.2km/L     | 13.8km/L   | LDA-DNT31型：AT車                                               | ディーゼル普通自動車（RV）                           |
| ホンダ・アコード                | 14.4km/L     | 13.2km/L   | DBA-CU2型：「20TL」                                             | ガソリン普通自動車（セダン）                         |
| 三菱・ランサーエボリューションX | 10.8km/L     | 10.6km/L   | CBA-CZ4A型：「RS」                                              | ガソリンスポーツカー（既存車ベース）セダン           |
| 日産・GT-R                      | 8.6km/L      | 8.7km/L    | DBA-R35型：全グレード                                           | ガソリンスポーツカー（新規設計）クーペ               |